# Grzyby domowe

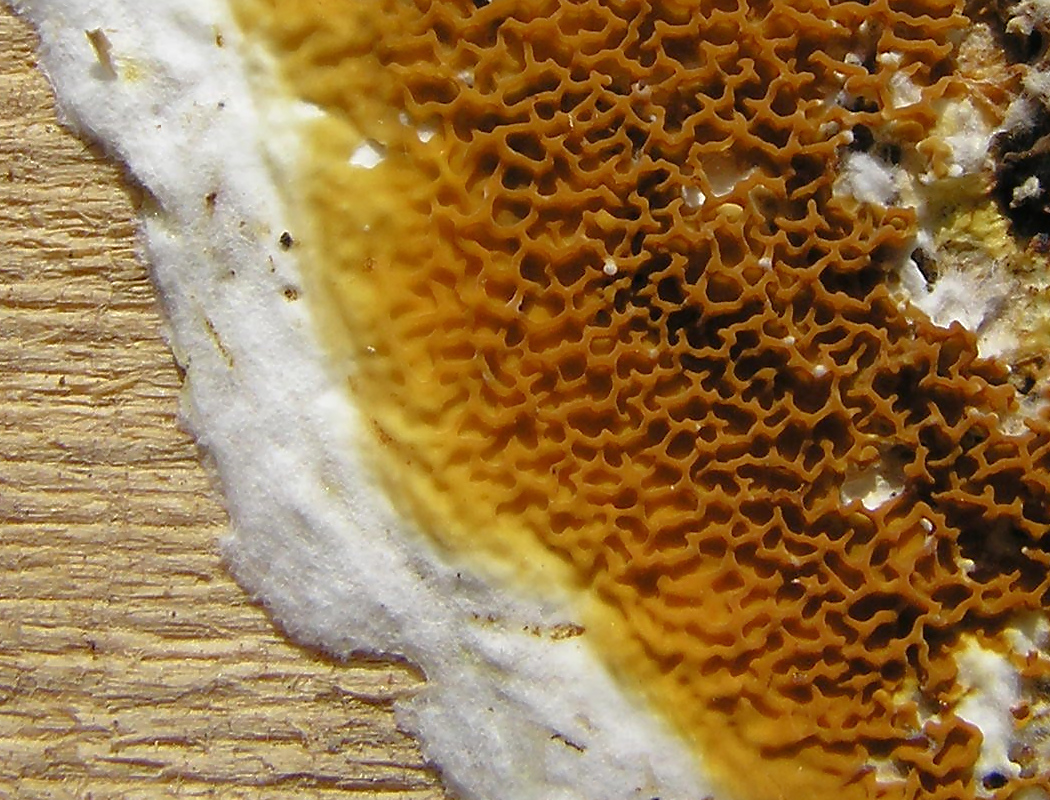
Stroczek domowy

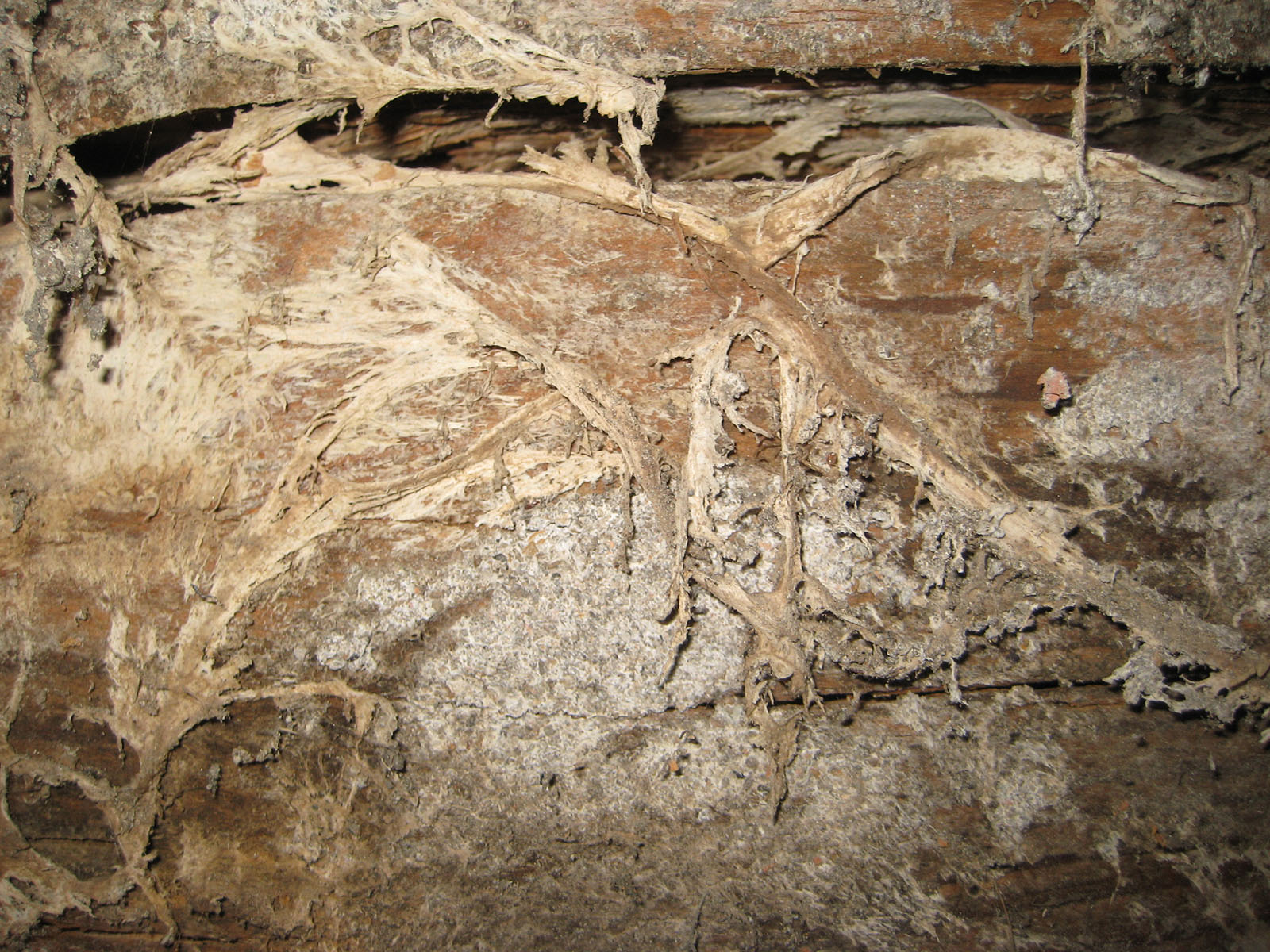
Drewno zniszczone przez stroczka domowego. Widoczne jego ryzomorfy

Grzyby domowe – grzyby powodujące zgnilizny drewna w budynkach. Należą do typu podstawczaków i powodują brunatne zgnilizny drewna.

## Podział grzybów domowych
Pod względem szkodliwości grzyby domowe dzieli się na 3 grupy:
- Występujące na drewnie niedosuszonym użytym do budowy nowych budynków. Tworzą one na powierzchni drewna obfitą pleśń i płasko rozpostatre owocniki, ale rozkładają drewno tylko na powierzchni, nie powodując dużych szkód. Należą do nich m.in. żylica olbrzymia (Phlebiopsis gigantea) i Cylindrobasidium evolvens[1]
- Grzyby o dużej szkodliwości, np. gnilica mózgowata (Coniophora puteana), jamkówka sznurowata (Fibroporia vaillantii)[1]
- Grzyby bardzo szkodliwe. Jest to głównie stroczek domowy (Serpula lacrymans), popularnie zwany prawdziwym grzybem domowym[1] lub grzybem domowym właściwym[2].

Trzy gatunki (stroczek domowy, gnilica mózgowata i jamkówka sznurowata) są odpowiedzialne za około 90% zgnilizn drewna w budynkach, a naniebezpieczniejszy z nich stroczek domowy atakuje zarówno drewno liściaste, jak iglaste, ale rzadko drewno zawierające dużo garbników (np. dębowe).
Do grzybów domowych należą także gatunki: ponurnik bocznotrzonowy (Tapinella panuoides) niszczący drewno iglaste i gmatwek dębowy (Daedalea quercina) niszczący drewno dębowe.

## Rozkład drewna
Grzyby domowe to nadrzewne grzyby saprotroficzne uzyskujące niezbędną i energię i substancje przez rozkład drewna. Wspólną ich cechą są duże wymagania co do temperatury i względnej wilgotności powietrza. Grzyby te tworzą grzybnię przede wszystkim na powierzchni drewna, co powoduje, że jest wrażliwa na osuszające działaanie ruchu powietrza. Z tego względu grzybnia tworzy się w pęknięciach drewna, wąskich szparach między elementami drewnianymi, za przepierzeniami i na wewnętrznych powierzchniach konstrukcji. Tylko w miejscach o dużej wilgotności (np. w piwnicach) grzybnia tworzy się również na czołowych powierzchniach.
W pierwszym etapie drewno zaatakowane przez stroczka domowego pokrywa się białą, watowatą grzybnią, potem wytwarza się owocnik grzyba. Drewno brunatnieje, robi się miękkie i pęka zarówno wzdłuż, jak i w poprzek włókien. W rezultacie rozpada się na wielościenne, spróchniałe klocki. Wytwarzane przez grzyba sznury grzybniowe mogą przerastać ściany, mury, beton, niektóre wykładziny podłogowe i docierać do miejsc odległych nawet o kilka metrów, gdzie grzyb znów kontynuuje rozwój, jeśli napotka na drewno. Podczas rozkładu drewna powstaje para wodna, dwutlenek węgla, markaptany i inne produkty gazowe. Ich nieprzyjemny zapach stęchlizny jest jednym z wskaźników występowania grzybów. Czasami można też dostrzec na powierzchni ich grzybnię. W przypadku stroczka domowego jest to trudne, zwykle bowiem jego grzybnia rozwija się na ukrytych powierzchniach, np. na dolnej stronie desek podłogowych i gdy objawy zostaną często jedynym ratunkiem jest wymiana drewna.
Optymalna temperatura rozwoju dla stroczka domowego wynosi około 23 °C, przy temperaturze powyżej 26 °C jego rozwój ulega zahamowaniu. Niezbędnym warunkiem jest wilgotność drewna wynosząca co najmniej 20–22%, ale gdy grzyb już wniknie w drewno sam zwiększa jego wilgotność, jednym z produktów rozkładu drewna jest bowiem woda i w miarę rozwoju grzyba jej ilość wzrasta i dlatego w pomieszczeniach zagrzybionych jest wilgotno.

## Zwalczanie grzybów domowych
Nie można uniknąć kontaktu drewna z zarodnikami grzybów, gdyż są one bardzo liczne w powietrzu. Podstawowym warunkiem uniknięcia zagrzybienia drewna jest jego wysuszenie. Drewno wykorzystywane w konstrukcjach budowlanych powinno mieć wilgotność poniżej 21% i zabezpieczone odpowiednimi impregnatami. Drewno nie powinno być całkowicie zabudowane, aby możliwe było jego przewietrzanie, nie może też mieć do niego dostępu woda i wilgoć. Drewno zagrzybione należy odgrzybiać. W konstrukcjach zabytkowych w elementach częściowo spróchniałych usuwa się spróchniałe drewno i ubytek wypełnia specjalnymi masami wypełniającymi, w innych wymienia się je na nowe. Elementy drewniane impregnuje specjalnymi preparatami grzybobójczymi.
Ekspertyzą, profilaktyką i zwalczaniem grzybów domowych zajmuje się mykologia budowlana.